# Teteana Hlușcenko
Teteana Hlușcenko (n. 12 iulie 1956, Kiev, RSS Ucraineană, URSS) este o handbalistă ce a reprezentat Uniunea Republicilor Sovietice Socialiste, medaliată olimpică. A participat la o ediție a Jocurilor Olimpice (1976) în care a câștigat o medalie de aur.

## Participări
Lista de mai jos prezintă principalele competiții la care a participat Teteana Hlușcenko de-a lungul carierei.
- Handbal la Jocurile Olimpice de vară din 1976